# Drusenfluh
Drusenfluh är en bergstopp i Österrike, på gränsen till Schweiz.   Den ligger i distriktet Bludenz och förbundslandet Vorarlberg, i den västra delen av landet, 500 km väster om huvudstaden Wien. Toppen på Drusenfluh är 2 827 meter över havet, eller 681 meter över den omgivande terrängen. Bredden vid basen är 7,4 km.
Terrängen runt Drusenfluh är bergig norrut, men söderut är den kuperad. Närmaste större samhälle är Bludenz, 14,1 km norr om Drusenfluh. 
Trakten runt Drusenfluh består i huvudsak av gräsmarker. Runt Drusenfluh är det glesbefolkat, med 14 invånare per kvadratkilometer.